# Megistogastropsis alulifera
Megistogastropsis alulifera là một loài ruồi trong họ Tachinidae.